# Франтішек Пейр
Франтішек Пейр (чеськ. František Peyr, 5 серпня 1896, Прага — 26 листопада 1955) — чехословацький футболіст, що грав на позиції воротаря.
Виступав, зокрема, за клуб «Спарта» (Прага), а також національну збірну Чехословаччини.

## Клубна кар'єра
У дорослому футболі дебютував 1919 року виступами за команду клубу «Спарта» (Прага), кольори якої і захищав протягом усієї своєї кар'єри гравця, що тривала п'ять років.
Помер 26 листопада 1955 року на 60-му році життя.

## Виступи за збірну
1923 року дебютував в офіційних матчах у складі національної збірної Чехословаччини. Протягом кар'єри у національній команді, яка тривала 1 рік, провів у формі головної команди країни 2 матчі.
У складі збірної у заявці під час футбольного турніру на Олімпійських іграх 1920 року в Антверпені.